# Hirmeriella
Cheirolepis
Genre
Synonymes
- Hirmerella W.W. Jung, 1968 †

- Cheirolepis Schimper, 1870

Hirmeriella est un genre de plantes préhistoriques appartenant au groupe des conifères. L'espèce type est H. rhaetoliassica. Le nom de genre est donné en l'honneur de Max Hirmer (1893-1981), un photographe, éditeur et paléobotaniste allemand.

## Liste des espèces
- Hirmeriella muensteri
- Hirmeriella peregrinum
- Hirmeriella rhatoliassica

Une espèce, H. peregrinum, a été décrite en France, à Chaldecoste, dans les Causses de Lozère par F. Thévenard.
Une autre espèce datant du Jurassique, décrite par V. Krassilov en 1933, est définie comme une proangiosperme.

## Publication originale
- L. Hörhammer, Biblioth. Bot. 107: 32. 1933.